# Renault Iliade
Il Renault Iliade è un autobus francese prodotto dal 1997 al 2006.

## Progetto
L'Iliade nasce nel 1997 come rivisitazione del precedente modello Renault FR1, del quale mantiene la struttura e l'impostazione, venendo aggiornato a livello estetico con l'adozione di un nuovo frontale (simile a quello della Renault Laguna) e nuovi gruppi ottici posteriori. Quando nel 1999 la divisione autobus di Renault VI è confluita in Irisbus, l'Iliade ha continuato ad essere prodotto con il nuovo marchio.
La produzione dell'Iliade è cessata alla fine del 2006 e gli ultimi esemplari sono stati consegnati all'inizio del 2007. Il modello è stato sostituito dall'Irisbus Evadys e dall'Irisbus Magelys.

## Tecnica
L'Iliade viene inizialmente equipaggiato con il classico motore MIDR 062.045, erogante 302 cv (R41) oppure 340 cv (M41), oltre che con il nuovo MIDR 062.356 da 380 cavalli; entrambi i motori rispondevano alla normativa antinquinamento Euro 2. Con il passaggio all'Euro 3, nel 2001, resta i produzione solo il MIDR 062.356 (rinominato dCi 11) nelle versioni da 313, 362 e 431 cavalli.
La trasmissione è la stessa dell'FR1, ovvero manuale B8L TBV e automatica ZF 8S180; a partire dal 2001 vengono adottati il manuale AS-Tronic e l'automatico ZF 5HP600 e ZF 5HP602
Come il predecessore, si tratta di un mezzo versatile, prodotto in più allestimenti, adatto sia ai servizi di linea interurbani di fascia alta che al noleggio di fascia media.

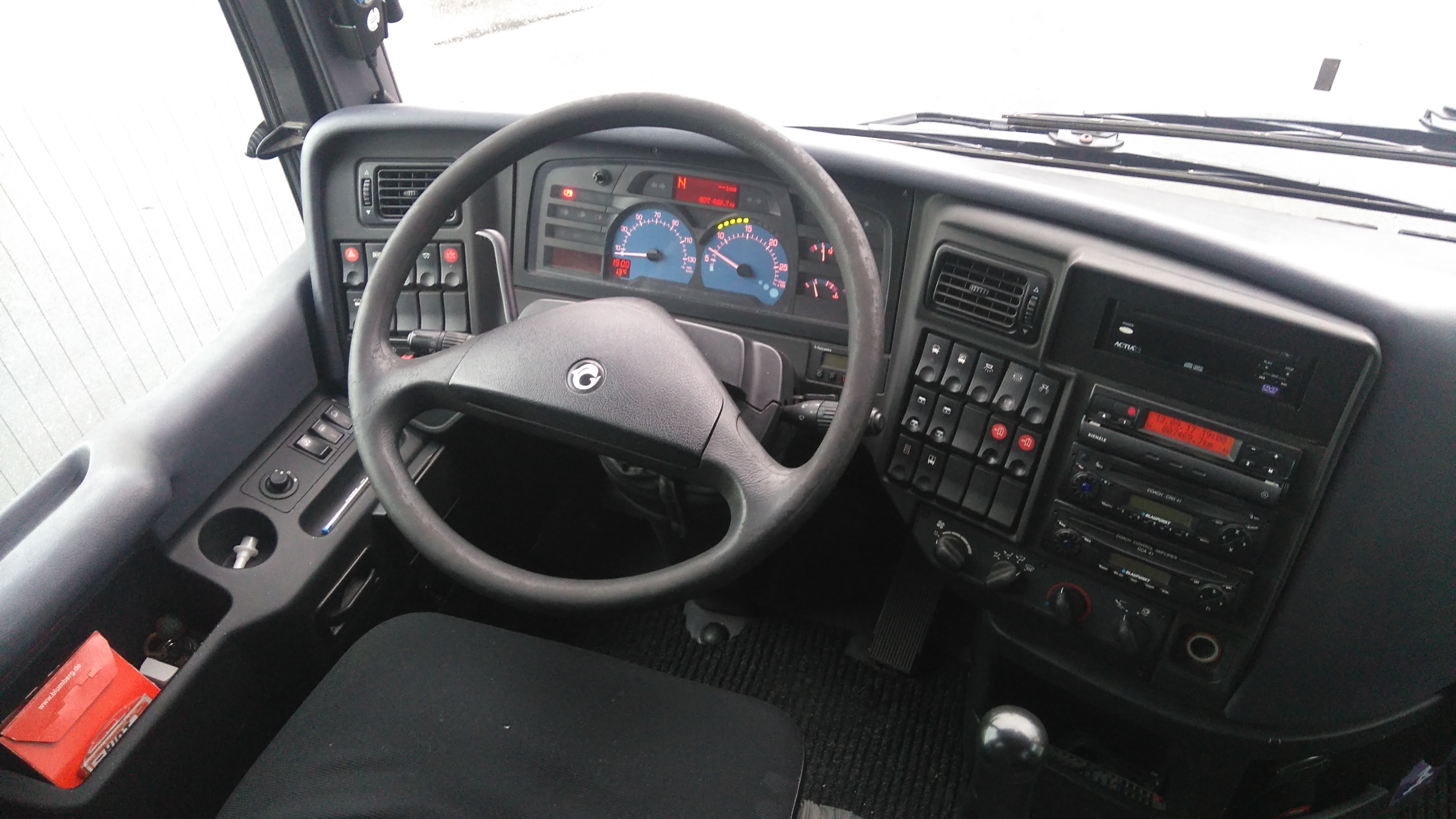
Cruscotto di un Iliade a cambio manuale

## Versioni
Ecco un riepilogo delle versioni prodotte:

### Iliade 10,6
- Lunghezza: 10,6 metri
- Allestimento: Interurbano, Gran Turismo
- Versioni: TEC, RTC, GTC

### Iliade 12
- Lunghezza: 12 metri
- Allestimento: Interurbano, Gran Turismo
- Versioni: TE, RT, GT

### Iliade 12 HD
- Lunghezza: 12 metri
- Allestimento: Interurbano, Gran Turismo
- Versioni: TEX, RTX, GTX

Nel 2002 le versioni TEC e TEX sono state rimosse dal listino per gli scarsi volumi di vendita registrati,

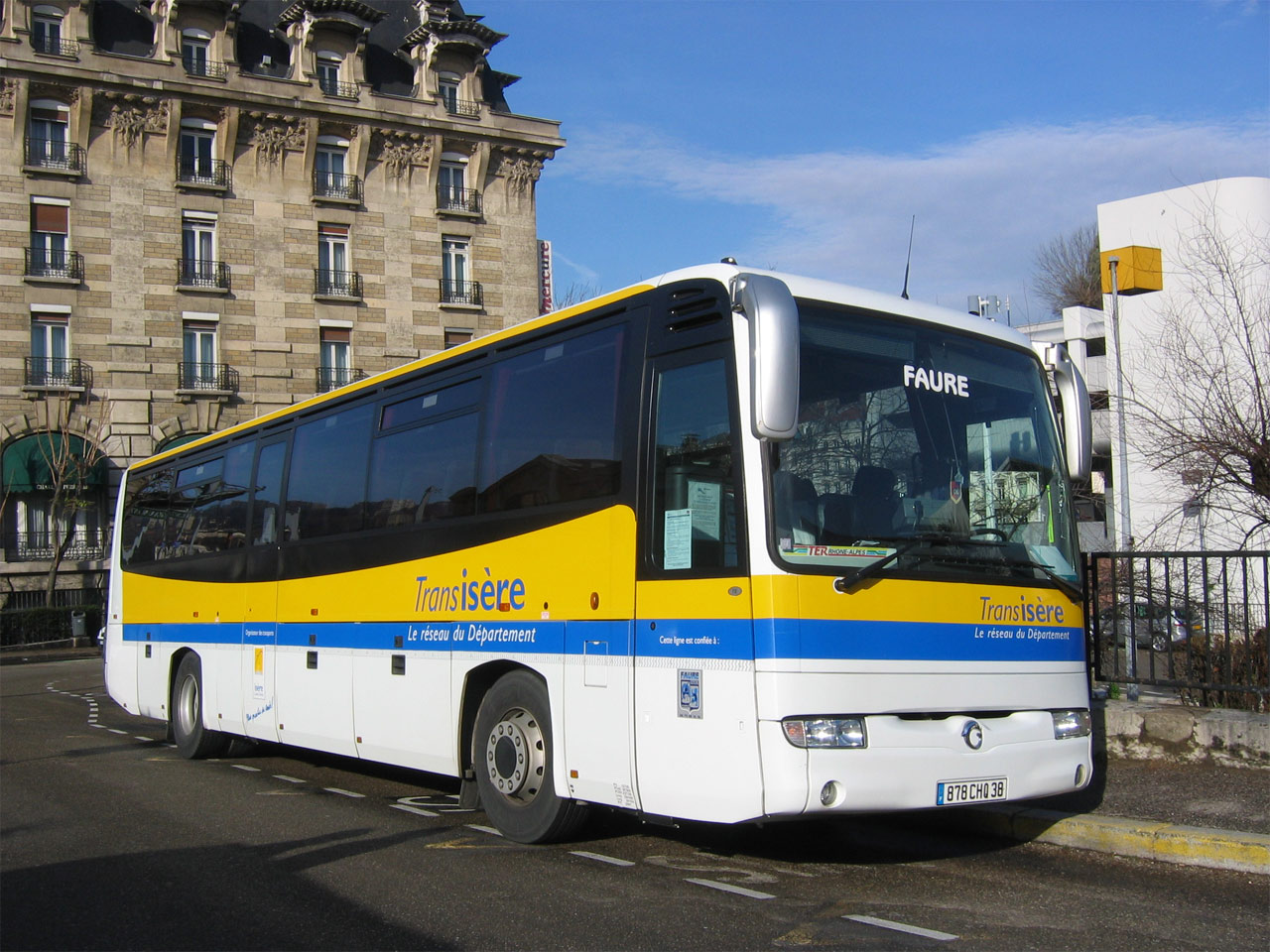
Irisbus Iliade della Transisère a Lione

## Diffusione
L'Irisbus Iliade ha avuto una grande diffusione in Francia sia nella versione interurbana che in quella Gran Turismo. In Italia tale modello ha avuto una scarsa diffusione, essendo tale mercato più rivolto ai prodotti Irisbus di derivazione Iveco.. 
L'ATM Milano possiede 5 Iliade in versione Gran Turismo acquistati usati dalla Germania per l'esercizio della linea Milano-Bergamo.
Possiede alcuni Iliade anche l'ATVO, operante nella provincia di Venezia.